# Роберт Геффернан
Роберт Геффернан (англ. Robert Heffernan; нар. 28 лютого 1978) — ірландський легкоатлет, який спеціалізувався на спортивній ходьбі.

## Спортивні досягнення
Учасник змагань зі спортивної ходьби на п'яти Олімпіадах. Бронзовий олімпійський призер з шосейної ходьби на 50 кілометрів (2012) та фінішував 6-м у цій дисципліні в 2016. У шосейної ходьбі на 20 кілометрів фінішував 8-м (2008), 9-м (2012) та 28-м (2000), а у 2004 був знятий з дистанції за порушення правил ходьби.
Чемпіон світу з шосейної ходьби на 50 кілометрів (2013). Фінішував 5-м у цій дисципліні на чемпіонаті світу (2015). У шосейної ходьбі на 20 кілометрів на чемпіонатах світу фінішував 6-м (2007), 14-м (2001) та 15-м (2009).
В особистому заліку Кубків світу з шосейної ходьби на 20 кілометрів найкращими виступами були 6-е місце у 2012 та 9-е місце у 2008.
Бронзовий призер чемпіонату Європи з шосейної ходьби на 20 кілометрів (2010). Фінішував 8-м у цій дисципліні на іншому чемпіонаті Європи (2002). Також був 4-м на 50-кілометровій дистанції на чемпіонаті Європи (2010).
Бронзовий призер Кубку Європи в командному заліку з шосейної ходьби на 20 кілометрів (2017). В особистому заліку Кубків Європи з шосейної ходьби на 20 кілометрів найкращим виступом було 4-е місце у 2009.
Чемпіон Ірландії з ходьби доріжкою стадіону на 10000 метрів (2001, 2002, 2004, 2005, 2008, 2009, 2010).
Чемпіон Ірландії з шосейної ходьби на 20 кілометрів (2000, 2001, 2002, 2004), 30 кілометрів (2004, 2008) та 35 кілометрів (1999, 2003).
Чемпіон Ірландії в приміщенні з ходьби на 5000 метрів (1998, 1999, 2000, 2001, 2002, 2003, 2004, 2005, 2007, 2008, 2010, 2011, 2012, 2013).